# Кримян Микита Аркадійович
Микита Аркадійович Кримян (Хримян) (1913, місто Карс, тепер Туреччина — розстріляний 15 листопада 1955, місто Тбілісі, тепер Грузія) — радянський діяч органів державної безпеки, народний комісар (міністр) державної безпеки Вірменської РСР, полковник. Депутат Верховної Ради СРСР 2-го скликання.

## Біографія
Народився у вірменській родині слюсаря. Батько загинув у 1917 році.
У квітні 1925 — травні 1927 року — підручний столярної майстерні Григоряна у Владикавказі.
У травні 1927 — березні 1928 року — помічник електромонтера шкіряного заводу в місті Владикавказі.
У 1928 році закінчив школу-дев'ятирічку в місті Владикавказі.
У березні 1928 — червні 1930 року — столяр артілі «Інтернаціонал» у місті Тифлісі.
У червні 1930 — березні 1931 року — завідувач радгоспу станції Сардарабад Вірменської РСР.
У березні — грудні 1931 року — керуючий справами Мільського бавовняного радгоспу станції Карадонли Азербайджанської РСР.
У грудні 1931 — липні 1932 року — відповідальний виконавець управління «Закенерго» в місті Тифлісі.
У липні 1932 — 1933 року — практикант Повноважного представництва ОДПУ при РНК СРСР по Закавказькій РФСР.
У 1933—1935 роках — уповноважений Повноважного представництва ОДПУ при РНК СРСР по Закавказькій РФСР (НКВС Закавказької РФСР).
У 1935—1937 роках — оперативний уповноважений, старший оперативний уповноважений, помічник начальника 2-го відділення IV-го відділу УДБ НКВС Грузинської РСР.
У 1937—1938 роках — начальник відділення IV-го відділу УДБ НКВС Грузинської РСР.
У 1938 — вересні 1939 року — заступник начальника слідчої частини НКВС Грузинської РСР.
Член ВКП(б) з травня 1939 року.
У вересні 1939 — лютому 1940 року — начальник слідчої частини Управління НКВС по Львівській області.
26 лютого 1940 — 14 березня 1941 року — заступник начальника Управління НКВС по Львівській області.
14 березня — 15 серпня 1941 року — заступник начальника Управління НКДБ по Ярославській області.
15 серпня 1941 — 7 травня 1943 року — начальник IV-го відділу — заступник начальника Управління НКВС по Ярославській області з оперативної роботи.
7 травня 1943 — 25 квітня 1945 року — начальник Управління НКДБ по Ярославській області.
25 квітня 1945 — 30 липня 1947 року — народний комісар (міністр) державної безпеки Вірменської РСР. У липні 1947 року «за чвари і непартійну поведінку» був звільнений з посади міністра.
14 жовтня 1947 — 28 липня 1950 року — начальник Управління МДБ по Ульяновській області.
У 1949 році закінчив заочно Ульяновський державний педагогічний інститут.
У липні 1950 — травні 1951 року — в розпорядженні Управління кадрів МДБ СРСР. У травні 1951 року «за незаконні арешти громадян, застосування незаконних методів слідства, за переслідування та необґрунтовані звільнення чесних комуністів в Ульянівській області» звільнений з органів МДБ.
У 1951 — вересні 1953 року — начальник відділу кадрів Міністерства харчової промисловості (Міністерства юстиції) Вірменської РСР.
25 вересня 1953 року заарештований. Звинувачений «у багаторазових порушеннях соціалістичної законності». 3 листопада 1955 року клопотання Кримяна про помилування було відхилено Президією Верховної Ради СРСР. За вироком Військової колегії Верховного суду СРСР 15 листопада 1955 року розстріляний в Тбілісі. Не реабілітований.

## Звання
- молодший лейтенант державної безпеки (13.01.1936)
- лейтенант державної безпеки (23.05.1938)
- старший лейтенант державної безпеки (19.07.1939)
- капітан державної безпеки (29.05.1940)
- підполковник державної безпеки (11.02.1943)
- полковник державної безпеки (16.04.1943)

## Нагороди
- орден Вітчизняної війни І ст. (31.05.1945)
- два ордени Трудового Червоного Прапора (20.09.1943, 24.11.1945)
- три ордени Червоної Зірки (22.07.1937, 25.07.1949,)
- медаль «За перемогу над Німеччиною у Великій Вітчизняній війні 1941—1945 рр.» (1945)
- медалі
- знак «Заслужений працівник НКВС» (28.05.1941)